# رونين

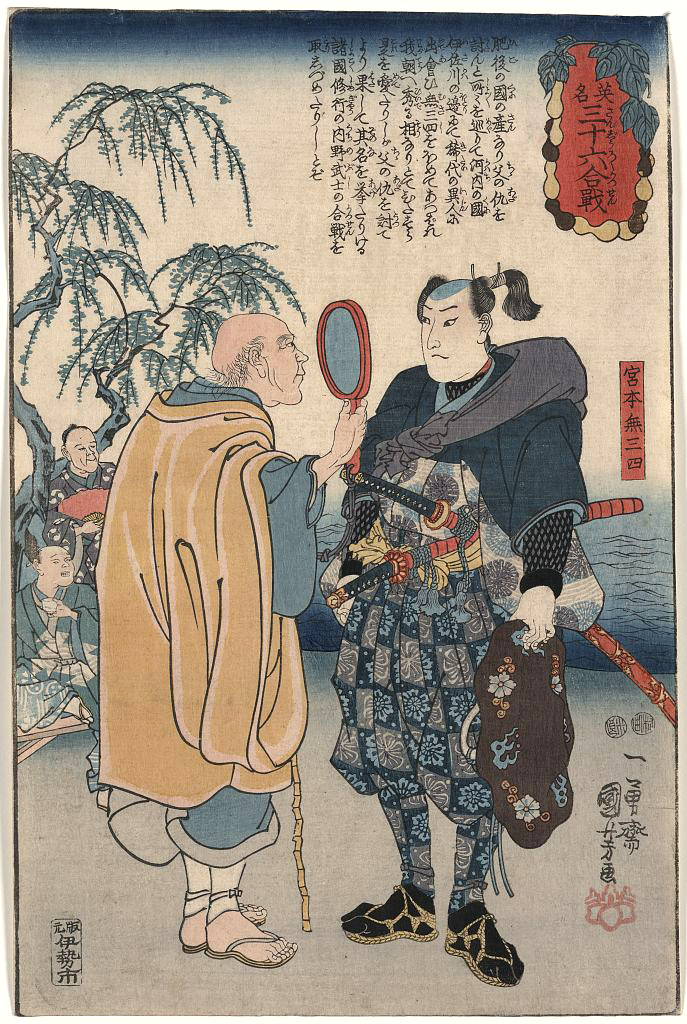

الرونين (باليابانية: 浪人) هو الساموراي الذي فقد سيده، سواء كان سيده قد قتل أو تخلى عنه وفي حال قتل سيده يجب استشارة الإمبراطور لطلب الانتقام لدم سيده فإذا رفض طلب الإمبراطور فسوف يحاكم بتهمة عصيان الأوامر الملكية وعقوبتها الموت، وذلك خلال الفترة الإقطاعية في اليابان (1185–1868).

## أصل الكلمة
كلمة رونين تعني حرفيا «رجل الموجة». إنه تعبير اصطلاحي لـ «المتشرد» أو «الرجل المتجول»، الشخص الذي يجد طريقه دون الانتماء إلى مكان واحد. نشأ المصطلح في فترات نارا وهييآن وأصبح المصطلح يشير إلى أحد الأقنان الذي هرب أو هجر أرض سيده. في العصور الوسطى، تم تصوير رونين على أنهم ظلال الساموراي، بدون سيد وأقل شرفًا. ثم استخدمت الكلمة لوصف الساموراي الذي ليس لديه سيد (ومن هنا جاء مصطلح «رجل الموجة» الذي يُشير إلى الشخص الضال اجتماعيًا).

## رونين بارزون
- السبعة واربعون رونين[5]
- كيوكيوتي باكن
- مياموتو موساشي
- ساكاموتو ريوما
- يامادا ناغاماسا

## العاب الفيديو
تتميز لعبة شبح تسوشيما 2020 بالعديد من الرونين الذين يعتبرون جزء من القصة ومن ضمنهم ريوزو صديق الطفولة للبطل جين ساكاي.